# NGC 4895A
NGC 4895A (другие обозначения — ZWG 160.245, RB 167, DRCG 27-207, PGC 44717) — эллиптическая галактика (E) в созвездии Волосы Вероники.
Этот объект не входит в число перечисленных в оригинальной редакции «Нового общего каталога» и был добавлен позднее.